# Pinacócito
Os pinacócitos são células de revestimento que formam a pinacoderme nas esponjas. Têm forma poligonal, são finas, coriáceas e estreitamente ligadas. 
A camada externa é composta por células poligonais, os pinacócitos, e entre elas estão os porócitos, células que apresentam um poro ou um canal, por onde entra água com partículas são englobadas por células especiais, os coanócitos, que compõem a camada interna das esponjas e revestem a grande cavidade do corpo, servem para proteger o corpo da esponja.